# Huntita
La huntita és un mineral de la classe dels carbonats. Va rebre el seu nom per George T. Faust en honor de Walter Frederick Hunt (1882-1975), professor de mineralogia de la Universitat de Michigan.

## Característiques
La huntita és un carbonat de fórmula química CaMg₃(CO₃)₄. Cristal·litza en el sistema trigonal. Forma masses fibroses calcàries compactes. També se'n troba en forma de cristalls com a plaques romboèdriques, d'aproximadament 1μm. La seva duresa a l'escala de Mohs es troba entre 1 i 2, sent un mineral molt tou.
Segons la classificació de Nickel-Strunz, la huntita pertany a «05.AB: Carbonats sense anions addicionals, sense H₂O, alcalinoterris (i altres M2+)» juntament amb els següents minerals: calcita, gaspeïta, magnesita, otavita, rodocrosita, siderita, smithsonita, esferocobaltita, ankerita, dolomita, kutnohorita, minrecordita, aragonita, cerussita, estroncianita, witherita, vaterita, norsethita, alstonita, olekminskita, paralstonita, baritocalcita, carbocernaïta, benstonita i juangodoyita.

## Formació i jaciments
Es troba en cavernes, en roques magnèsiques; omplint cavitats i revestint fractures a les roques; típicament precipitada per concentració evaporativa de solucions meteòriques a la intempèrie en roques que contenen magnesita o dolomita, o serpentinites i ofiolites. Sol trobar-se associada a altres minerals com: magnesita, dolomita, aragonita, calcita i hidromagnesita. Va ser descoberta l'any 1953 al dipòsit d'Ala-Mar, al districte de Currant, White Pine (Nevada, Estats Units). A dins dels territoris de parla catalana se n'ha trobat a la pedrera Asland, al Turó de Montcada (Montcada i Reixac, Vallès Occidental) i a la Cova des Pas de Vallgornera (Llucmajor, Mallorca).